# Streichquartett Nr. 4 (Schostakowitsch)
Das Streichquartett in D-Dur op. 83 ist Dmitri Dmitrijewitsch Schostakowitschs 4. Streichquartett.
Die viersätzige Komposition entstand 1949 in einer Phase, in der Schostakowitsch, der sich Repressionen des Sowjetregimes unter Josef Stalin ausgesetzt sah, das Komponieren von orchestralen Werken zurückstellte und sich auf das Schaffen „privater“ Kammermusik konzentrierte. Diese Innerlichkeit wird in diesem Streichquartett besonders deutlich. Frei von Pathos ist das Werk von lyrischem, melancholischen Gesang geprägt, der nur selten durch heitere, tänzerische Passagen unterbrochen wird. Der finale Satz ist geprägt von Melodien aus der jüdischen Volksmusik, was einer der Gründe dafür war, dass Schostakowitsch seine Komposition bis nach Stalins Tod zurückhielt. Das Streichquartett wurde schließlich am 3. Dezember 1953 durch das Beethoven Quartett in Moskau uraufgeführt. Die Sätze lauten im Einzelnen: Allegretto — Andantino — Allegretto (attacca) — Allegretto. Dauer ca. 22 Minuten.
Wie einige weitere Streichquartette Schostakowitschs wurde auch dieses von seinem Freund und Musikerkollegen Rudolf Borissowitsch Barschai zu einer Kammersymphonie für Streichorchester bearbeitet.